# Friedrich-Fröbel-Haus (Bad Liebenstein)
Das Friedrich-Fröbel-Haus wurde im Jahr 1924 von Walter Gropius und Adolf Meyer als Kindergarten, Jugendheim und pädagogisches Lehrinstitut zu Ehren des Pädagogen Friedrich Fröbel entworfen und sollte in Bad Liebenstein errichtet werden. Das in den Formen des Neuen Bauens konzipierte Gebäude folgte den kindererzieherischen Erkenntnissen Fröbels und würdigte mit der architektonischen Formensprache die Leistungen des Pädagogen auf dem Gebiet der Mathematik und Geometrie. Das Projekt scheiterte an der fehlenden politischen Unterstützung der Stadt Bad Liebenstein und des Landes Thüringen.

## Geschichte
Zum 75. Todestag Fröbels entwarf Gropius einen weitläufigen Kindergartenkomplex mit vielseitigen Funktionen. Das L-förmige Gebäude bestand architektonisch aus drei Teilen. Das Hauptgebäude sollte Kindergarten, Kinderhort und Wohnungen der Kindergärtnerinnen, Hortnerinnen und Praktikantinnen enthalten. Zudem war eine eigene Badeanlage und ein Lesezimmer vorgesehen. Im Untergeschoss war die Zentralküche, der Speiseraum für das Personal, Sanitätsräume sowie die Wohnung des Hausmeisters vorgesehen. Im Obergeschoss waren die Spielzimmer und Tagesräume mit großen Fensterfronten nach Süden geplant. Im Südwesten des Hauptgebäudes setzte ein großer halbkreisförmiger Saal den Höhepunkt des Kindergartens. Im Süd-Osten – etwas abgesetzt und um eine Etage erhöht – sollte das dreistöckige Fröbel-Forschungsinstitut errichtet werden. Im Garten gab es Spielplätze, Stallbauten für Kleinvieh und Geflügel sowie Blumen‑ und Gemüsebeete. Am Waldrand in näherer Entfernung zum Hauptgebäudes sollte ein Kindererholungsheim mit mehreren Pavillons errichtet werden.